# Club Atlético Trujillo
La Asociación Civil Club Atlético Trujillo es un club de fútbol femenino de Perú de la ciudad de Trujillo. Fue fundado en 2014 y actualmente juega en la Copa Femenina de Ascenso tras descender en la Liga Femenina FPF 2023.

## Historia
El club se funda en 2014 con la idea de contribuir al desarrollo del fútbol en la rama femenina en el departamento de La Libertad, siendo fundador el señor Walter León. Se caracteriza por ser una institución sin fines de lucro, cuyo objetivo principal es cumplir un rol protagónico dedicándose exclusivamente al fútbol femenino.
Durante el desarrollo de la institución fue colaborando mediante formación de jugadoras, asimismo participando en los diversos torneos regionales organizados por la Federación Peruana de Fútbol. También ha nutrido de jugadoras a clubes de la región tales como Juventud Talentos, por mencionar un ejemplo.
En la actualidad decidió participar activamente en el circuito futbolístico nacional mediante la Liga Femenina que entró en actividad a partir del 2021, aumentando su trabajo no solo en la búsqueda de éxitos deportivos, sino en conjunto con la formación de elementos a partir de planteles de menores y juveniles, de acuerdo a lo requerido por la federación deportiva.
En la  Liga Femenina FPF 2023 el club terminó en último lugar y descendió a la Copa Perú Femenina 2024.

## Uniforme
- Uniforme titular: Camiseta negra con bandas horizontales grises, pantalón negro, medias negras.
- Uniforme alternativo: Camiseta, pantalón y medias rojas.
- Tercer uniforme: Camiseta, pantalón y medias blancas.

## Entrenadores
- Ronald Araujo
- Danny Pita

#### Cronología de los entrenadores
- Danny Pita (2021 - 2022)
- Ronald Araujo (2023)